# Rona Cup 1994
Rona Cup 1994 byl hokejový turnaj konající se v Trenčíně v roce 1994. Pohár začínal 22. srpna a končil 24. srpna. Titul získala poprvé ve své historii HC Dukla Trenčín.

## Výsledky a tabulka
| Pozice | Tým              | Z | V | R | P | GS | GI | B |
| ------ | ---------------- | - | - | - | - | -- | -- | - |
| 1.     | HC Dukla Trenčín | 3 | 2 | 1 | 0 | 12 | 9  | 5 |
| 2.     | HC Pardubice     | 3 | 1 | 1 | 1 | 10 | 13 | 3 |
| 3.     | HC Olomouc       | 3 | 1 | 0 | 2 | 14 | 11 | 2 |
| 4.     | HC Košice        | 3 | 1 | 0 | 2 | 10 | 13 | 2 |

| 22. srpen 1994 | HC Olomouc | 7 : 1                 | HC Košice |  |
|                | HC Olomouc | (4 : 1, 2 : 0, 1 : 0) | HC Košice |  |

| Souhrn zápasu | Souhrn zápasu                                   | Souhrn zápasu | Souhrn zápasu | Souhrn zápasu |
| ------------- | ----------------------------------------------- | ------------- | ------------- | ------------- |
|               | 2x Tejkl Slavík Chalánek Nohel Navrátil Janeček |               | Lenďák        |               |

| 22. srpen 1994 | HC Pardubice | 3 : 3                 | HC Dukla Trenčín |  |
|                | HC Pardubice | (2 : 0, 0 : 0, 1 : 3) | HC Dukla Trenčín |  |

| Souhrn zápasu | Souhrn zápasu       | Souhrn zápasu | Souhrn zápasu       | Souhrn zápasu |
| ------------- | ------------------- | ------------- | ------------------- | ------------- |
|               | Zajíc Král Pospíšil |               | 2x Kolník Paukovček |               |

| 23. srpen 1994 | HC Dukla Trenčín | 6 : 4                 | HC Košice |  |
|                | HC Dukla Trenčín | (1 : 0, 4 : 3, 1 : 1) | HC Košice |  |

| Souhrn zápasu | Souhrn zápasu                        | Souhrn zápasu | Souhrn zápasu                  | Souhrn zápasu |
| ------------- | ------------------------------------ | ------------- | ------------------------------ | ------------- |
|               | 2x Daňo Cíger Madový Paukovček Jánoš |               | Knap Sedlák Pet.Zůbek Bartánus |               |

| 23. srpen 1994 | HC Olomouc | 5 : 7                 | HC Pardubice |  |
|                | HC Olomouc | (2 : 0, 1 : 4, 2 : 3) | HC Pardubice |  |

| Souhrn zápasu | Souhrn zápasu                | Souhrn zápasu | Souhrn zápasu                                   | Souhrn zápasu |
| ------------- | ---------------------------- | ------------- | ----------------------------------------------- | ------------- |
|               | 3x Eichenmann Smeták Brančík |               | 2x Blažek Brdičko Lubina Sekera Procházka Šejba |               |

| 24. srpen 1994 | HC Košice | 5 : 0                 | HC Pardubice |  |
|                | HC Košice | (4 : 0, 1 : 0, 0 : 0) | HC Pardubice |  |

| Souhrn zápasu | Souhrn zápasu             | Souhrn zápasu | Souhrn zápasu | Souhrn zápasu |
| ------------- | ------------------------- | ------------- | ------------- | ------------- |
|               | 3x Plavucha Vorobel Mižík |               |               |               |

| 24. srpen 1994 | HC Olomouc | 2 : 3                 | HC Dukla Trenčín |  |
|                | HC Olomouc | (0 : 0, 1 : 2, 1 : 1) | HC Dukla Trenčín |  |

| Souhrn zápasu | Souhrn zápasu | Souhrn zápasu | Souhrn zápasu        | Souhrn zápasu |
| ------------- | ------------- | ------------- | -------------------- | ------------- |
|               | ???           |               | Kontšek Kolník Cíger |               |